# 2MASS J04414489+2301513
2MASS J04414489+2301513 (kort: 2MASS J044144) is een bruine dwerg met een massa van 15 MJ, op een afstand van ongeveer 460 lichtjaar in het sterrenbeeld Stier. Om de 'mislukte ster' draait een planeet met een massa van ongeveer 5 tot 10 MJ die in een miljoen jaar is gevormd, wat ongewoon snel is. Waarschijnlijk is de planeet niet gevormd in een protoplanetaire schijf maar zijn de bruine dwerg en de planeet op dezelfde wijze gevormd als een dubbelster. Mogelijk was er eenvoudigweg onvoldoende materie aanwezig om kernfusie op gang te brengen.
De hemellichamen bevinden zich op een afstand van 3,6 miljard kilometer van elkaar. Vergeleken met het zonnestelsel zou de planeet zich dan buiten de baan van Saturnus bevinden. Daarnaast zijn er nog een bruine en een rode dwerg (met spectraalklasse M8.5) in de nabije omgeving gevonden, wat 2MASS J044144 tot een viervoudig systeem maakt.